# Libertas Brindisi 1955-1956
La Libertas Brindisi 1955-1956, prende parte al campionato italiano di Serie B, girone D a 8 squadre. Chiude la stagione regolare al secondo posto con 9V 1N 4P, 833 punti segnati e 747 subiti.

## Storia & Roster

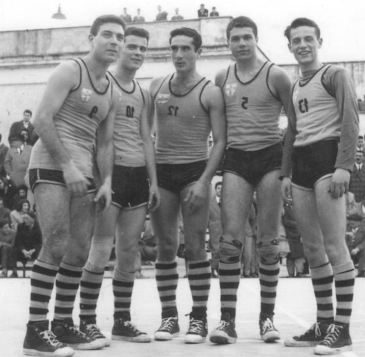

Lilli Pisani e Osvaldo De Blasi lasciano la Libertas per le altre squadre minori di Brindisi mentre Mario Pavone ritorna a Taranto sempre nelle file della Libertas, saranno rimpiazzati dai giovani juniores Gianni Antonucci, Antonio Melone, Riccardo Salvemini e dai fratelli Fazzina. Migliore marcatore della stagione sarà Elio Pentassuglia con 265 p. in 14 partite, seguito da Gianni Donativi con 245 p.
| Libertas Brindisi 1955/1956 | Libertas Brindisi 1955/1956 |
| Giocatori                   | Staff tecnico               |
| --------------------------- | --------------------------- |

| N. | Naz.              | Ruolo | Nome              | Anno | Alt.   | Peso |  |
| -- | ----------------- | ----- | ----------------- | ---- | ------ | ---- |  |
| 3  | Italia (bandiera) | G     | Antonio Melone    | 1937 |        |      |  |
| 4  | Italia (bandiera) | C     | Salvatore Velardi | 1933 | 200 cm |      |  |
| 5  | Italia (bandiera) | AC    | Gianni Antonucci  | 1938 |        |      |  |
| 7  | Italia (bandiera) | P     | Mario Colelli     | 1938 |        |      |  |
| 8  | Italia (bandiera) | G     | Dante Fazzina     | 1938 |        |      |  |
| 9  | Italia (bandiera) | A     | Aldo Vonghia      | 1930 |        |      |  |
| 10 | Italia (bandiera) | G     | Gianni Donativi   | 1935 |        |      |  |
| 12 | Italia (bandiera) | A     | Elio Pentassuglia | 1932 |        |      |  |
| 13 | Italia (bandiera) | P     | Franco Portaluri  | 1936 |        |      |  |
|    | Italia (bandiera) | A     | Camillo Donati    |      |        |      |  |
|    | Italia (bandiera) | G     | Vincenzo Fazzina  |      |        |      |  |
|    | Italia (bandiera) | A     | Adriano Farinola  |      |        |      |  |

| Allenatore             |
| - Giuseppe Todisco     |
| Assistente/i           |
| Legenda - (C) Capitano |

## Risultati
| Arbitri: | Matiz (Civitavecchia) Pulci (Civitavecchia) |

|                                     |       |                                         |
| Gaudieri 18, Grasso 8, Scodavolpe 8 | Punti | Donativi 23, Pentassuglia 14, Vonghia 8 |

| Arbitri: | Della Pietra (Napoli) Massari (Napoli) |

|                                            |       |                          |
| Donativi 18, Pentassuglia 13, Antonucci 11 | Punti | Carrara 17, Andreucci 13 |

| Arbitri: | Presuttari (Roma) Cotta (Roma) |

|                          |       |                                           |
| Milanese 41, Pagnacco 22 | Punti | Donativi 22, Pentassuglia 16, Antonucci 9 |

| Arbitri: | Sangiorgio (Napoli) Pantaloni (Colleferro) |

|                                          |       |               |
| Donativi 15, Pentassuglia 9, Antonucci 8 | Punti | Bernardini 15 |

| Arbitri: | Gomez (Roma) Pisani (Roma) |

|                                          |       |                              |
| Marsiglio 20, Panariello 20, Cintioli 17 | Punti | Pentassuglia 30, Donativi 16 |

| Arbitri: | Martorelli (Teramo) Serena (Ancona) |

|                              |       |                      |
| Pentassuglia 20, Donativi 16 | Punti | Paris 9, De Santis 9 |

| Benevento 18 dicembre 1955 7ª giornata | Libertas Benevento | 63 – 79 | Libertas Brindisi |  |

| Arbitri: | Preziuso (Foggia) Carparelli (Foggia) |

|                                            |       |                        |
| Pentassuglia 26, Donativi 23, Antonucci 10 | Punti | Grassi 17, Brambett 12 |

| Arbitri: | Hutter (Napoli) Colasanti (Ariano Irpino) |

|                       |       |                            |
| Pavone 23, Serpino 11 | Punti | Pentassuglia 13, Velardi 9 |

| Arbitri: | Pinto (Roma) Colucci (Roma) |

|                              |       |                                  |
| Pentassuglia 27, Donativi 18 | Punti | Milani 21, Pavano 16, Traiano 15 |

| Arbitri: | Gomez (Roma) Pisani (Roma) |

|                       |       |                              |
| Capone 21, Adriani 11 | Punti | Donativi 26, Pentassuglia 17 |

| Arbitri: | Pattaccini (Reggio Emilia) Allegri (Reggio Emilia) |

|                                         |       |                                         |
| Donativi 24, Pentassuglia 23, Velardi 8 | Punti | Marsilio 19, Panariello 12, Cintioli 12 |

| Arbitri: | Matiz (Civitavecchia) Lombardi (Matera) |

|                                       |       |                              |
| Minale 25, De Sanctis 19, Visconti 11 | Punti | Pentassuglia 14, Donativi 13 |

| Arbitri: | Leonardi (Messina) Mollura (Messina) |

|                                         |       |                                |
| Pentassuglia 22, Donativi 11, Velardi 9 | Punti | Tedesco 10, Mottola 8, Mucci 8 |